# Spoliarium
Spoliarium es un cuadro del filipino Juan Luna. Óleo sobre lienzo de 400×700 cm, fue expuesto por primera vez en la Exposición Nacional de Bellas Artes de Madrid, del año 1884, en la que ganó una medalla de primera clase. En 1886, fue vendida a la Diputación Provincial de Barcelona por un importe de 20.000 pesetas. Aprovechando que se había enviado el cuadro a Madrid para ser restaurado, el dictador Francisco Franco lo donó al gobierno de Filipinas, pese a tratarse no de una propiedad del Estado español sino de la Diputación de Barcelona. Actualmente está expuesto en el Museo Nacional de las Filipinas.
El cuadro recrea una escena en un espoliario, lugar del circo romano en el que se despojaba de armas y vestiduras a los gladiadores muertos.